# Marina Grande (Scilla)
Marina Grande è un quartiere della città di Scilla, in provincia di Reggio Calabria.
Il quartiere è anche noto come Scilla Marina, Marina di Scilla, Lido di Scilla, Spiaggia delle Sirene o, più semplicemente, Spiaggia di Scilla.
È sede della stazione di Scilla delle Ferrovie dello Stato.

## Luoghi ed elementi di interesse
Delimitata, a sud e a nord, da due imponenti costoni di roccia (probabilmente granito), costituisce come una sorta di insenatura.
Il più imponente dei citati costoni (noto come la Rocca) è situato a nord ed ospita in cima l'antica fortezza nota come Castello Ruffo. A est della grande roccia, collegata al Castello da una stradina e protesa verso il centro della città, sorge la chiesa arcipretale di Maria SS. Immacolata, titolare dell'omonima parrocchia arcipretale che comprende tutte e sette le chiese di Scilla e la chiesa della frazione Favazzina.
Sull'altro complesso roccioso, porta della città per chi proviene da Reggio o dalla limitrofa Villa San Giovanni utilizzando la SS18, è posto un terrazzino, noto come Belvedere Morselli, che offre una magnifica panoramica sullo Stretto e sulla città. Il belvedere ospita un monumento allo scrittore Ercole Luigi Morselli, innamorato delle suggestioni mitologiche di Marina Grande di Scilla, cantate da Omero circa duemila e settecento anni fa.
Lo spazio fra le due rocce, circa un chilometro, è occupato dal lungomare Cristoforo Colombo e dalla spiaggia che, costituita da ghiaietta molto fine, è stata probabilmente ampliata dallo scarico dei materiali risultanti dalla costruzione del tratto dell'autostrada A3 Salerno-Reggio Calabria.

### La chiesa dello Spirito Santo

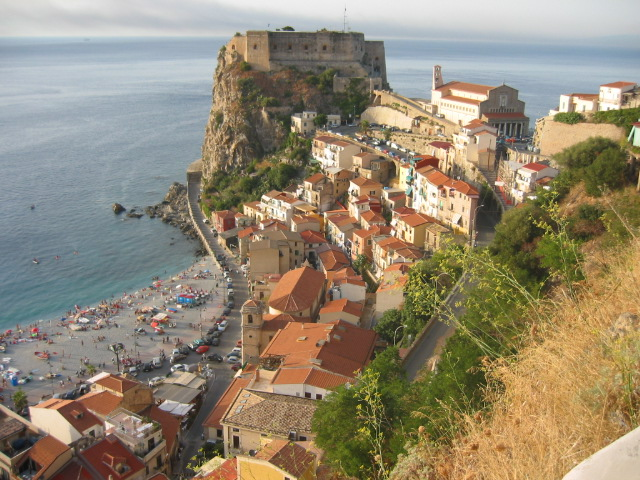
La Rocca da piazza San Rocco, al centro di Scilla

All'estremo settentrionale del lungomare, proprio ai piedi della grande roccia, è posta la chiesa dello Spirito Santo, in stile tardobarocco, risalente al 1752. Scampata ai terremoti del 1783 e del 1908, nonché a numerose mareggiate, come quella del capodanno 1979-'80, fra le più violente degli ultimi decenni, la chiesa ospita anche un antico quadro (olio su tavola) ed una statua di San Francesco da Paola, venerato come patrono del quartiere.
Dalla primavera del 2007 la chiesa, sotto l'egida del Ministero per i beni e le attività culturali per il suo valore storico-architettonico di rilevanza nazionale, è stata interessata per oltre un anno da lavori di restauro, supervisionati dalla competente Sovrintendenza, che ne hanno riguardato la parte esterna.

### Tradizioni religiose
- La spiaggia di Marina Grande è il sito dei giochi pirotecnici conclusivi della festa di san Rocco, patrono della città di Scilla, per i quali affluiscono in città numerosi visitatori e appassionati da varie parti della Calabria e della Sicilia orientale.

- Le nuove autorità parrocchiali decretavano, nel 2004, una riduzione del tenore delle celebrazioni in onore di san Francesco da Paola e, dal 2005, la loro soppressione, interrompendo una tradizione plurisecolare[1]. Tale tradizione, dopo un successivo cambio al vertice della parrocchia arcipretale, veniva simbolicamente riattivata allorquando, il 2 aprile 2009, con la dedicazione al santo della via che unisce la chiesa dello Spirito Santo al porto, avevano luogo anche celebrazioni religiose[2].